# چشم سوم (فیلم ۱۹۸۲)
چشم سوم (به هندی: Teesri Aankh) فیلمی محصول سال ۱۹۸۲ و به کارگردانی سوبده موکرجی است. در این فیلم بازیگرانی همچون درمندرا، شاتورگان سینها، زینت امان، نیتو سینگ، راکیش روشن، امجد خان، ساریکا، نیروپا روی، محمود علی، هلن، رانجیت، قادرخان ایفای نقش کرده‌اند.